# Бајалекс
Алекс Марта (мађ. Márta Alex; 6. јун 1984), познатији под псеудонимом Бајалекс (ByeAlex) мађарски је инди-поп певач који је представљао Мађарску на Песми Евровизије 2013. у Малмеу, Шведска, са песмом Kedvesem (моја драга). У финалу се пласирао на десето место са 84 поена.